# Eaten Alive (bài hát)
"Eaten Alive" là đĩa đơn năm 1985 do Diana Ross phát hành dưới nhãn RCA. Đây là ddiaxddown đầu tiên từ album Eaten Alive album. Bài hát đạt vị thứ 77 trên Pop Singles chart và thứ 10 trên bảng xếp hạng đĩa đơn R&B.